# Teoría neutral unificada de la biodiversidad
La teoría neutral unificada de la biodiversidad y la biogeografía (aquí "Teoría unificada" o "TNUB" ) es una teoría y el título de una monografía del ecólogo Stephen Hubbell.  La hipótesis tiene como objetivo explicar la diversidad y abundancia relativa de especies en comunidades ecológicas. Como otras teorías neutrales de la ecología, Hubbell asume que las diferencias entre los miembros de una comunidad ecológica de especies tróficamente similares son "neutrales", o irrelevantes para su éxito. Esto implica que las diferencias de nicho no influyen en la abundancia y la abundancia de cada especie sigue una camino aleatorio .  La teoría ha generado controversia,    y algunos autores la consideran una versión más compleja de otros modelos nulos que se ajustan mejor a los datos empíricos. 
Neutralidad significa que a un nivel trófico dado en una red trófica, las especies son equivalentes en tasas de natalidad, tasas de mortalidad, tasas de dispersión y tasas de especiación, cuando se miden sobre una base per cápita.  Esto puede considerarse una hipótesis nula para la teoría de nichos . Hubbell se basó en modelos neutrales anteriores, incluida la teoría de la biogeografía de islas de MacArthur & Wilson  y los conceptos de simetría y modelos nulos de Gould.
Una comunidad ecológica es un grupo de especies simpátricas tróficamente similares que compiten real o potencialmente en un área local por recursos similares.  Según la Teoría Unificada, se permiten interacciones ecológicas complejas entre los individuos de una comunidad ecológica (como la competencia y la cooperación), siempre que todos los individuos obedezcan las mismas reglas. Los fenómenos asimétricos como el parasitismo y la depredación están descartados por los términos de referencia; pero se permiten estrategias cooperativas como la formación de enjambres y la interacción negativa como competir por comida o luz (siempre que todos los individuos se comporten de la misma manera).
La Teoría Unificada también hace predicciones que tienen profundas implicaciones para el manejo de la biodiversidad, especialmente el manejo de especies raras.[cita requerida]
La teoría predice la existencia de una constante fundamental de biodiversidad, escrita convencionalmente θ, que parece gobernar la riqueza de especies en una amplia variedad de escalas espaciales y temporales.

## Saturación
Aunque no es estrictamente necesario para una teoría neutral, muchos modelos estocásticos de biodiversidad asumen un tamaño de comunidad fijo y finito (número total de organismos individuales). Existen limitaciones físicas inevitables en el número total de individuos que se pueden empaquetar en un espacio dado (aunque el espacio per se no es necesariamente un recurso, a menudo es una variable sustituta útil para un recurso limitante que se distribuye por el paisaje; ejemplos incluiría la luz solar o los huéspedes, en el caso de los parásitos).
Si se considera una amplia gama de especies (digamos, secuoyas gigantes y lenteja de agua, dos especies que tienen densidades de saturación muy diferentes), entonces la suposición de un tamaño de comunidad constante podría no ser muy buena, porque la densidad sería mayor si las especies más pequeñas fueran monodominantes.
Sin embargo, debido a que la Teoría Unificada se refiere solo a comunidades de especies competidoras tróficamente similares, es poco probable que la densidad de población varíe demasiado de un lugar a otro.
Hubbell considera el hecho de que el tamaño de las comunidades es constante y lo interpreta como un principio general: los grandes paisajes siempre están saturados bióticamente de individuos . Por lo tanto, Hubbell trata a las comunidades como si fueran de un número fijo de individuos, generalmente denotados por J.
Las excepciones al principio de saturación incluyen ecosistemas perturbados como el Serengeti, donde los árboles jóvenes son pisoteados por elefantes y ñus azules ; o jardines, donde se eliminan sistemáticamente determinadas especies.

### Abundancia de especies
Cuando se recopilan datos de abundancia sobre poblaciones naturales, dos observaciones son casi universales:
- La especie más común representa una fracción sustancial de los individuos muestreados;
- Una fracción sustancial de las especies muestreadas son muy raras. De hecho, una fracción sustancial de las especies muestreadas son ejemplares únicos, es decir, especies que son lo suficientemente raras como para que se haya muestreado un solo individuo.

Estas observaciones suelen generar una gran cantidad de preguntas. ¿Por qué las especies raras son raras? ¿Por qué las especies más abundantes son mucho más abundantes que la abundancia media de especies?
Una explicación no neutral de la rareza de las especies raras podría sugerir que la rareza es el resultado de una mala adaptación a las condiciones locales. La TNUB sugiere que no es necesario invocar la adaptación o diferencias de nicho porque la dinámica neutra por sí sola puede generar tales patrones

## Probando la teoría
La teoría ha provocado mucha controversia ya que "abandona" el papel de la ecología al modelar ecosistemas.  La teoría ha sido criticada porque requiere un equilibrio, sin embargo, se cree que las condiciones climáticas y geográficas cambian con demasiada frecuencia para lograrlo.  Las pruebas sobre los datos de abundancia de aves y árboles demuestran que la teoría suele coincidir peor con los datos que las hipótesis nulas alternativas que utilizan menos parámetros (un modelo logarítmico normal con dos parámetros ajustables, en comparación con los tres de la teoría neutra  ), y son, por tanto, más parsimoniosos.  La teoría tampoco describe las comunidades de arrecifes de coral  y no se ajusta bien a los datos de las comunidades intermareales.  Tampoco explica por qué las familias de árboles tropicales tienen números de especies altamente correlacionados estadísticamente en parcelas forestales geográficamente distantes y sin relación filogenética en América Central y del Sur, África y el sudeste asiático. 
Si bien la teoría ha sido anunciada como una herramienta valiosa para los paleontólogos,  hasta ahora se ha realizado poco trabajo para probar la teoría contra el registro fósil. 